# Покров-Слободская волость
Покров-Слободская волость — историческая административно-территориальная единица в составе Покровского уезда Владимирской губернии. Ныне территория Орехово-Зуевского  района Московской области и Петушинского района Владимирской области.

## История
В середине XII — начале XIII веков территория принадлежала Ростово-Суздальскому княжеству.

## Населённые пункты
По данным на 1905 год из книги Список населённых мест Владимирской губернии в Покров-Слободскую волость входили следующие населённые места:
- Анискина
- Богдарня
- Борок
- Введенская пустынь (мужской монастырь)
- Войнова Гора (погост; на карте А. И. Менде середины XIX века, погост называется «Успенский»)
- Войнова Гора (деревня)
- Вялово
- Глубоково
- Гнездино
- Гора
- Горавино
- Горки
- Городищи
- Городищенская фабрика Морозова (450 человек, 3 двора)
- Морозова дача (8 человек, 2 двора)
- Морозова Викулы дача (4 человека, 2 двора)
- Дворики
- Домашнево
- Дубна Большая
- Дубна Малая
- Дубровка
- Емельянцево
- Ескино
- Житенино (село)
- Заднее Поле
- Зимина И. И. (имение и конный завод) (11 человек, 2 двора)
- Ивановское (село)
- Килекшина
- Киржач (деревня)
- Кривошеина имение (18 человек, 3 двора)
- Марково (село)
- Марочково
- Молодина (современное название — «Молодино»)
- Новое Семенково
- Новое-Перепечино
- Островищи
- Перново
- Пильная мельница (хутор) (4 человека, 2 двора)
- Покров (железнодорожная станция)
- Покровского 1-го лесничества усадьба (8 человек, 1 двор)
- Поточина (современное название — «Поточино»)
- Пустынка
- Репихова (современное название — «Репихово»)
- Слободка
- Старово
- Старое Перепечино
- Теперки
- Трусово
- Усад (железнодорожная станция)

## Волостное правление
По данным на 1900 год: волостной старшина — мещанин Афонасий Иванович Афонасьев, писарь — Александр Владимирович Лелеев.
По данным на 1910 год: волостной старшина — Василий Семёнов, писарь — Пётр Названов.

## Население
В 1890 году Покров-Слободская волость Покровского уезда включает 14906 десятин крестьянской земли, 40 селений, 1710 крестьянских дворов (39 не крестьянских), 9635 душ обоего пола. Административным центром волости была деревня Покровская Слободка.

## Промыслы
По данным на 1895 год жители волости занимались отхожими промыслами (плотники, фабричные рабочие). Занятия местными промыслами не отмечено.

### Выпойка телят
В 1908 году в Покровском уезде этим промыслом занято более 300 дворов и более 425 человек преимущественно в Копнинской, Селищенской и в Покрово-Слободской волостях. Выпойкой телят занимаются исключительно женщины. Выпаивают телят только те дворы, что имеют по 2 и более коров. Сущность промысла заключается в том, что телёнка до 3-х недель отпаивают чистым молоком (2 раза в день, весной — 3 раза, на что уходит в день по 1/4 ведра). С 3-недельнаго возраста и до 8—10 недельного к молоку прибавляют до 1/3 воды. Молока уходит до 2/9 ведра, но к нему прибавляют лепешек из пшеничной муки 2-го сорта. Таким образом при 3 коровах выпаивают до 8 телят. Когда теленок достигнет 6—8 недель, его продают особым скупщикам-телятникам за 15—16 рублей.